# Unione Sportiva Squinzano 1979-1980
Questa voce raccoglie le informazioni riguardanti l'Unione Sportiva Squinzano nelle competizioni ufficiali della stagione 1979-1980.

## Rosa
| N. |                   | Ruolo | Calciatore              |
| -- | ----------------- | ----- | ----------------------- |
|    | Italia (bandiera) | P     | Luigi Boni              |
|    | Italia (bandiera) | D     | Angelo Antonio Chimenti |
|    | Italia (bandiera) |       | De Giorgi               |
|    | Italia (bandiera) | C     | Giuseppe Dell'Anna      |
|    | Italia (bandiera) | A     | Carlo Durante           |
|    | Italia (bandiera) | C     | Paolo Epifani           |
|    | Italia (bandiera) | C     | Donato Greco            |
|    | Italia (bandiera) | D     | Aniello Iaccarino       |
|    | Italia (bandiera) |       | Kaizdersky              |
|    | Italia (bandiera) | C     | Onofrio Loseto          |
|    | Italia (bandiera) | A     | Lino Manca              |
|    | Italia (bandiera) | A     | Maurizio Mari           |
|    | Italia (bandiera) | P     | Giuseppe Moro           |

| N. |                   | Ruolo | Calciatore       |
| -- | ----------------- | ----- | ---------------- |
|    | Italia (bandiera) |       | Pasquariello     |
|    | Italia (bandiera) | C     | Mauro Persiani   |
|    | Italia (bandiera) | D     | Paolo Petraz     |
|    | Italia (bandiera) | C     | Ciro Petruzzelli |
|    | Italia (bandiera) | D     | Angelo Rampino   |
|    | Italia (bandiera) | C     | Mario Russo      |
|    | Italia (bandiera) |       | Serinelli        |
|    | Italia (bandiera) | A     | Angelo Stabile   |
|    | Italia (bandiera) | D     | Antonio Tornese  |
|    | Italia (bandiera) | A     | Grazio Tunzi     |
|    | Italia (bandiera) |       | Zacheo           |
|    | Italia (bandiera) | C     | Vito Zizzariello |